# Institut Kinsey
 (novembre 2017).
Si vous disposez d'ouvrages ou d'articles de référence ou si vous connaissez des sites web de qualité traitant du thème abordé ici, merci de compléter l'article en donnant les références utiles à sa vérifiabilité et en les liant à la section « Notes et références ».
Pour les articles homonymes, voir Kinsey.
L'Institut Kinsey (The Kinsey Institute for Research in Sex, Gender, and Reproduction) est un organisme de recherche sexologique américain, fondé par Alfred Kinsey en 1947 comme établissement associé à l'université de l'Indiana à Bloomington (université de l'Indiana).

## Historique
Les origines de l'Institut Kinsey se trouvent dans les recherches scientifiques d'Alfred Kinsey, professeur et entomologiste de l'Université de l'Indiana devenu chercheur en sexualité. La création en 1947 de l'institut à but non lucratif, initialement nommé Institute for Sex Research (ISR), a été soutenue par le président de l'Université de l'Indiana, Herman B Wells, et la Fondation Rockefeller, un important bailleur de fonds de la recherche de Kinsey. L'ISR a été créé pour protéger et préserver la confidentialité des données et des documents de recherche de Kinsey en créant un référentiel sécurisé et permanent pour eux.

## Mission
Selon ses statuts, sa mission est « de promouvoir l'étude de la sexualité humaine, tant sur le plan de la santé qu'au niveau des savoirs, et ce, à un niveau mondial ». Ce centre, reconnu d'utilité publique par l'ONU, dispose d'une importante bibliothèque et de l'une des plus grandes bases de données sur ces questions. Il contribue à former des chercheurs, organise des colloques et soutient de nombreux travaux et publications. L'Institut Kinsey réalise notamment des études annuelles intitulées Singles in America.

## Développement
En avril 2014, l'institut Kinsey obtient un « statut consultatif spécial » auprès du Conseil économique et social des Nations unies.